# Pavel Károly
Pavel Károly (geboren am 24. Mai 1951 in Šumiac) ist ein slowakischer Graveur und Medailleur.

## Werdegang

Slowakische Euromünze zu 50 Cent mit der Burg Bratislava (mit Ján Černaj, seit 2009)

2-Euro-Gedenkmünze zum 20. Jahrestag der Samtenen Revolution (2009)

Pavel Károly studierte von 1966 bis 1970 an der Škola úžitkového výtvarníctva, einer Kunstgewerbeschule in Kremnica, an der schwerpunktmäßig Metallbearbeitung und Medaillenkunst unterrichtet wird. 1970 wurde er Lehrer an dieser Einrichtung. Für die slowakische Münzprägeanstalt, die Mincovňa Kremnica, entwarf Károly eine Reihe von Münzen. Darüber hinaus entwarf er als freier Künstler zahlreiche Medaillen. Pavel Károly lebt und arbeitet in Kremnica.

## Werke (Auswahl)
- Goldmünze zu 5000 slowakischen Kronen, Weltkulturerbe Zipser Burg und Umgebung (1998)
- Silbermünze zu 200 slowakischen Kronen, Weltkulturerbe Vlkolínec (2001)
- Silbermünze zu 200 slowakischen Kronen, 200. Jahrestag des Friedens von Pressburg (2005)
- Bildseiten der slowakischen Euromünzen zu 10 Cent, 20 Cent und 50 Cent (mit Ján Černaj, seit 2009)
- 2-Euro-Gedenkmünze zum 20. Jahrestag der Samtenen Revolution (2009)
- Sammlermünze aus Silber zu 10 Euro, 150 Jahre Memorandum der slowakischen Nation (2011)
- Sammlermünze aus Silber zu 10 Euro, 250. Geburtstag von Chatam Sofer (2012)
- Sammlermünze aus Silber zu 10 Euro, 250. Geburtstag von Anton Bernolák (2012)
- Sammlermünze aus Silber zu 20 Euro, Weltkulturerbe Levoča (2017)
- 2-Euro-Gedenkmünze zum 25. Jahrestag der Gründung der Slowakischen Republik (2018)